# Cyberathlete Professional League

Logo der Cyberathlete Professional League

Die Cyberathlete Professional League (kurz CPL) wurde am 27. Juni 1997 als eine der ersten Computerspiel-Ligen von Angel Munoz gegründet. Die CPL gehörte zu den professionellsten Turnierveranstaltern auf dem Gebiet des E-Sports. Offiziellen Angaben zufolge nahmen während ihres Bestehens über 45.000 Spieler an den 36 Hauptveranstaltungen teil und spielten um Preisgelder im Wert von insgesamt über 2.000.000 US-Dollarn.
Es gelang der CPL, Medienpartner wie MTV oder CNN für ihre Turniere und damit für das Spielen von Computerspielen auf professionellem Level zu begeistern. Die Preisgelder in Höhe von mehreren Zehntausend Dollar pro Event und Spiel wurden überwiegend von Unternehmen der Elektronik- und Computerbranche finanziert.
Den Höhepunkt der Cyberathlete Professional League stellte die CPL World Tour im Jahr 2005 dar. 2006 trennte sich der Hauptsponsor Intel von der CPL, woraufhin diese die CPL World Tour 2006 absagen musste. Zwar wurde AMD als neuer Hauptsponsor präsentiert, doch hatte die CPL zu diesem Zeitpunkt bereits ihre Führungsposition verloren.
Mai 2008 beendete die Cyberathelete Professional League den Turnierbetrieb endgültig. Der Pionier des Computerspiele-Wettkampfs hatte zuletzt massiv Unterstützung aus der Szene eingebüßt. Die CPL wurde beschuldigt, Preisgelder nur mit großen Verspätungen oder gar nicht ausbezahlt zu haben. Die Situation eskalierte, als die Clan-Vereinigung G7 Teams die CPL Winter 2007, die letzte offizielle CPL-Veranstaltung, boykottierte.

## Bisherige Turniere und Sieger
1997
- The FRAG
  - Quake I: Tom „Gollum“ Dawson

1998
- FRAG 2
  - Quake II: Dan „Rix“ Hammans

- The CPL Event
  - Quake II: Dan „Rix“ Hammans

1999
- Extreme Annihilation
  - Quake II: Kurt „Immortal“ Shimada

- FRAG 3
  - Quake III: Amir „hakeem“ Haleem

- GroundZero
  - Quake III: Mark „Wombat“ Larsen
  - Quake II Damen: Anne „Lilith“ Chang

- Descent 3 World Championships
  - Descent III: Chris „fatal“ Bond

2000
- Gateway Country Challenge
  - Midtown Madness 2: John Michael Benedict

- Razer CPL Event
  - Quake III: Johnathan „Fatal1ty“ Wendel

- FRAG 4
  - Quake III TDM: Clan Kapitol
  - Quake III Damen: Cary „Succubus“ Szeto

- Babbage’s CPL Event
  - Quake III: John „ZeRo4“ Hill
  - Quake III Damen: Cary „Succubus“ Szeto
  - Counter-Strike: Team e9

2001
- CPL Pentium 4 Invitational
  - Counter-Strike: Team X3

- Speakeasy CPL Event
  - Counter-Strike: Team X3 Blue

- CPL 4-Year Anniversary Event
  - Quake I: Harley „HarlsoM“ Gray

- CPL World Championship Event
  - Counter-Strike: Ninjas in Pyjamas
  - Alien vs. Predator 2: Johnathan „Fatal1ty“ Wendel

2002
- Nostromo Exhibition Tournament
  - Quake III: John „ZeRo4“ Hill

- CPL Pentium 4 Summer Championship 2002
  - Counter-Strike: SK Gaming

- CPL Pentium 4 Winter Event 2002
  - UT2003: Johnathan „Fatal1ty“ Wendel
  - Counter-Strike: Team 3D
  - Team Fortress Classic: Vindicate

2003
- Yahoo! Digital Master Game Tournament
  - GP4, Serious Sam, Scrabble: Maria Rubin

- CPL Pentium 4 Summer 2003 Championship
  - Counter-Strike: SK Gaming

- CPL Pentium 4 Winter 2003 Championship
  - Counter-Strike: SK Gaming
  - Halo: Xeno

2004
- CPL Extreme Summer Championships
  - Counter-Strike: EYEBALLERS
  - Painkiller: Sander „Vo0“ Kaasjager
  - UT2004 TDM: SK Gaming
  - Halo: Team Wat?
  - Call of Duty: United 5

- CPL Extreme Winter Championships
  - Counter-Strike: Team NoA
  - Doom 3: Yang „RocketBoy“ Meng
  - Painkiller: Sander „Vo0“ Kaasjager
  - Day of Defeat: Highball

2005
- CPL Winter Championships 2005
  - Counter-Strike: SK Gaming
  - Quake 4: Anton „Cooller“ Singow

- CPL World Tour 2005
  - Painkiller: Johnathan „Fatal1ty“ Wendel

2006
- CPL Winter Championships 2006
  - Counter-Strike: fnatic
  - Quake III: Paul „czm“ Nelson

2007
- CPL Winter Championships 2007
  - Counter-Strike: Team X3O
  - Counter-Strike: Source: Team XFX
  - Halo 3: Thomas „OGRE2“ Ryan

## CPL World Tour
Im Jahr 2005 begab sich die CPL mit der Idee einer mit einer Million US-Dollar dotierten CPL World Tour auf neues Terrain. In neun verschiedenen Metropolen wurde von März bis November 2005 jeweils monatlich ein Painkiller-Turnier mit einem Preisgeld von 50.000 US$ ausgetragen, auf dem man Weltranglistenpunkte sammeln konnte. Die vier besten Spieler des Turniers qualifizierten sich automatisch für den folgenden World-Tour-Stop und bekamen Flug und Startgebühr von der CPL bezahlt.
Im Dezember 2005 endete die CPL World Tour schließlich mit den Grand Finals. In New York City ging es für die 32 Spieler, die während der Tour die meisten Punkte gesammelt hatten, um ein Preisgeld in Höhe von einer halben Million US-Dollar. Im Finale setzte sich Vorzeige-E-Sportler Johnathan „Fatal1ty“ Wendel gegen den Niederländer Sander „Vo0“ Kaasjager durch. Beide gewannen im Rahmen der CPL World Tour Preisgelder in Höhe von rund 250.000 US$.
2006 stiegen Intel und Nvidia als Sponsoren der World Tour aus, um ihre eigene World Tour zu organisieren: die World Series of Video Games. Die CPL brach daraufhin die geplante CPL World Tour 2006 ab und kündigte an, mit der WSVG zusammenzuarbeiten.

### World Tour Stops 2005
| CPL World Tour Stops 2005 (Painkiller) | CPL World Tour Stops 2005 (Painkiller) | CPL World Tour Stops 2005 (Painkiller) | CPL World Tour Stops 2005 (Painkiller) |
| Stop                                   | Ort                                    | Sieger                                 |                                        |
| -------------------------------------- | -------------------------------------- | -------------------------------------- | -------------------------------------- |
| #1                                     | Istanbul, Türkei                       | Sander „Vo0“ Kaasjager                 |                                        |
| #2                                     | Barcelona, Spanien                     | Stephan „SteLam“ Lammert               |                                        |
| #3                                     | Rio de Janeiro, Brasilien              | Sander „Vo0“ Kaasjager                 |                                        |
| #4                                     | Stockholm, Schweden                    | Sander „Vo0“ Kaasjager                 |                                        |
| #5                                     | Dallas, USA                            | Johnathan „Fatal1ty“ Wendel            |                                        |
| #6                                     | London, Vereinigtes Königreich         | Sander „Vo0“ Kaasjager                 |                                        |
| #7                                     | Singapur                               | Johnathan „Fatal1ty“ Wendel            |                                        |
| #8                                     | Mailand, Italien                       | Sander „Vo0“ Kaasjager                 |                                        |
| #9                                     | Santiago de Chile, Chile               | Alexander „Ztrider“ Ingarv             |                                        |
| Finals                                 | New York City, USA                     | Johnathan „Fatal1ty“ Wendel            |                                        |

### Abschlussplatzierungen der Grand Finals
| CPL World Tour Finals 2005 (Painkiller) | CPL World Tour Finals 2005 (Painkiller) | CPL World Tour Finals 2005 (Painkiller) | CPL World Tour Finals 2005 (Painkiller) |
| Platzierung                             | Spieler                                 | Clan                                    | Preisgeld                               |
| --------------------------------------- | --------------------------------------- | --------------------------------------- | --------------------------------------- |
| 1. Platz                                | Johnathan „Fatal1ty“ Wendel             |                                         | 150.000 US$                             |
| 2. Platz                                | Sander „Vo0“ Kaasjager                  | fnatic                                  | 100.000 US$                             |
| 3. Platz                                | Alessandro „Stermy“ Avallone            |                                         | 70.000 US$                              |
| 4. Platz                                | Benjamin „zyz“ Bohrmann                 | SK Gaming                               | 50.000 US$                              |
| 5. Platz                                | Vincenzo „booms“ Daurelio               | play.it                                 | 35.000 US$                              |
| 6. Platz                                | Alexander „Ztrider“ Ingarv              | fnatic                                  | 25.000 US$                              |
| 7. Platz                                | Mark „Wombat“ Larsen                    | Team 3D                                 | 17.500 US$                              |
| 8. Platz                                | Nicola „ForresT“ Geretti                | play.it                                 | 12.500 US$                              |
| Top 12                                  | Brian „Zen“ Grapatin                    |                                         | 6.250 US$                               |
| Top 12                                  | Carlos „dj“ Cid                         | Check 6                                 | 6.250 US$                               |
| Top 12                                  | Andrew „gellehsak“ Ryder                | fnatic                                  | 6.250 US$                               |
| Top 12                                  | Stephan „SteLam“ Lammert                | SK Gaming                               | 6.250 US$                               |
| Top 16                                  | Gareth „GaRpY“ Marshall                 | TEK9                                    | 3.750 US$                               |
| Top 16                                  | Jared „cha0ticz“ Cugno                  | Check 6                                 | 3.750 US$                               |
| Top 16                                  | Alexei „LeXeR“ Nesterow                 | play.it                                 | 3.750 US$                               |
| Top 16                                  | Sean „daler“ Price                      | Team 3D                                 | 3.750 US$                               |
| Top 24                                  | Teppei „SIGUMA“ Terabe                  |                                         |                                         |
| Top 24                                  | Christian „CLains“ Lains                | TEK9                                    |                                         |
| Top 24                                  | Iisakki „beam“ Ahonen                   | Team FirstCore                          |                                         |
| Top 24                                  | Stefan „maddog“ Timmermans              | Serious Gaming                          |                                         |
| Top 24                                  | Riccardo „Vicious“ Zanocchio            | play.it                                 |                                         |
| Top 24                                  | Fredrik „aim“ Edesater                  | Serious Gaming                          |                                         |
| Top 24                                  | David „Zaccubus“ Treacy                 | 4Kings                                  |                                         |
| Top 24                                  | Viktor „worre“ Liljeblad                | Team Dignitas                           |                                         |
| Top 32                                  | Jake „Mojo“ Valianes                    |                                         |                                         |
| Top 32                                  | Josh „MJOLNIR“ Carlson                  |                                         |                                         |
| Top 32                                  | Christian „deatz“ Dotzki                |                                         |                                         |
| Top 32                                  | Corbin „cbnz“ Crnkovic                  |                                         |                                         |
| Top 32                                  | Jeffrey „Thump4“ McShane                |                                         |                                         |
| Top 32                                  | Matt „ZoD“ Brogan                       |                                         |                                         |
| Top 32                                  | Antti „rat“ Tolvanen                    | Team FirstCore                          |                                         |
| Top 32                                  | Geoffrey „geoff“ Akers                  | iDemise                                 |                                         |